# 耐震工事
耐震工事（たいしんこうじ）とは自然災害（地震）で建物が倒壊するのを防ぐための工事である。

## 概要
建築物に必要な最低限の耐震基準は1950年に建築基準法によって定められ、同法の改正に伴って既存の耐震構造を見直したり補強したりする必要がある。建築物を建てた時点では適合していても、その後の法改正により建物の耐震基準が法で定められた基準に満たなくなった場合、リフォームなど建築物の増改築時には必ずその時点で適合するようにしなければならない。
耐震改修促進法の中で1981年以前の建築物は耐震診断、耐震改修を行なうように求められているが罰則は無い。
耐震改修促進法に基づき耐震補強を行った場合は、建築基準法の耐震に係わらない既存不適格の部分に対し、遡及を求めない、補強のための鉄骨には耐火被覆を行わなくても良いなど、改修に係るハードルを下げている
実務としての耐震診断、耐震補強は主に以下の資料によって行われる。
- 「官庁施設の総合耐震診断・改修基準及び同解説」　　(財)建築保全センター
- 「耐震改修促進法のための既存鉄骨造建築物の耐震診断および耐震改修指針・同解説」　(財)日本建築防災協会
- 「既存鉄筋コンクリート造建築物の耐震診断基準・耐震改修設計指針同解説」　(財)日本建築防災協会

## 歴史
- 1950年 - 建築基準法制定
- 1981年 - 1978年に起きた宮城県沖地震を反映させたもの
- 2000年 - 1995年に起きた阪神・淡路大震災を反映させたもの

## 耐震補強の例

### 構造方式に寄らない耐震補強の例
- 形状指標の改善
- エキスパンションジョイントの拡幅、新設
- 減築、建築物重量の軽減
- 免、制震構造の導入
- 床の補強
- CB造壁の撤去
- 偏心率、剛性率の改善
- 非構造部材の耐震改修

### RC造の耐震補強
靭性型と強度型に分類される。
- 袖壁増設補強
- 袖壁増打補強
- 耐震壁増設補強
- スチールパネル補強
- 外付けPCフレーム補強
- 内付け／外付け鉄骨ブレース補強（K型、マンサード型、ｘ型等）
- スリット補強
- バットレス補強
- 炭素繊維シート巻き補強
- 鉄板巻き補強
- 閉鎖型フープ補強

### S造の耐震補強
- プレート補強
- 柱根巻き補強
- 方杖補強
- 座屈止めの追加

### W造の耐震補強
- 金物補強

## 耐震工事関連の指針
- 既存鉄筋コンクリート造建築物の耐震診断基準・耐震改修設計指針
- 既存鉄骨鉄筋コンクリート造建築物の耐震診断基準・耐震改修設計指針
- 耐震改修促進法のための既存鉄骨造建築物の耐震診断および耐震改修指針
- 既存壁式プレキャスト鉄筋コンクリート造建築物の耐震診断
- 木造住宅の耐震診断と補強方法
- 木造住宅の耐震補強の実務